# Cut Throat City
Pour plus de détails, voir Fiche technique et Distribution.
Cut Throat City est un film américain réalisé par RZA et sorti en 2020.

## Synopsis
En 2005, à La Nouvelle-Orléans. Quatre amis — Blink, Miracle, Andre et Junior — se préparent pour le mariage de Blink avec Demyra. Mais l'ouragan Katrina décime bientôt la ville. Quelque temps plus tard, l'aspirant artiste Blink développe un roman graphique intitulé Cut Throat City. Mais personne ne veut publier son œuvre. Résident du quartier mal famé de Lower Ninth Ward (en), Blink et ses amis doivent lutter contre la pauvreté. Blink et Demyra demandent l'aide à la FEMA mais leur requête est refusée. Désespéré, Blink suggère alors à ses amis de rencontrer le cousin de Demyra, Lorenzo Bass, un baron de la drogue local. Ce dernier leur propose de braquer un casino.

## Fiche technique
Sauf indication contraire, les informations mentionnées dans cette section peuvent être confirmées par les bases de données cinématographiques IMDb et Allociné,  présentes dans la section « Liens externes ».
- Titre original et français : Cut Throat City
- Réalisation : RZA
- Scénario : Paul Cuschieri
- Musique : Dhani Harrison et Paul Hicks
- Production : Robert Fitzgerald Diggs, Michael Mendelsohn, William Clevinger, Kyle Tekiela, Sean Lydiard
- Production déléguée : Nate Bolotin, Roger Goff, John Levin, Natalie Perrotta, Nick Spicer
- Sociétés de production : Rumble Riot Pictures
- Pays de production :  États-Unis
- Genre : action, casse
- Langue originale : anglais
- Durée : 132 minutes
- Dates de sortie :
  - États-Unis : 21 août 2020 (au cinéma)
  - France : 26 octobre 2020 (Prime Video)

## Distribution
Sauf indication contraire, les informations mentionnées dans cette section peuvent être confirmées par les bases de données cinématographiques IMDb et Allociné,  présentes dans la section « Liens externes ».
- Rich Paul : Will Robinson
- Shameik Moore (VF : Jean-Baptiste Anoumon) : James « Blink »
- Denzel Whitaker (VF : Eilias Changuel) : Andre
- Demetrius Shipp Jr. (VF : Mohad Sanou) : Miracle
- Keean Johnson (VF : Donald Reignoux) : « Junior »
- Eiza González (VF : Claire Morin) : Lucinda Valencia
- T. I. (VF : Diouc Koma) : Cousin Bass
- Kat Graham (VF : Eve Reinquin) : Demyra
- Isaiah Washington (VF : Jean-Paul Pitolin) : le révérend Sinclair Stewart
- Andrene Ward-Hammond (VF : Maïk Darah) : la mère d'Andre
- Ethan Hawke (VF : Jean-Pierre Michaël) : Jackson Symms
- Wesley Snipes (VF : Thierry Desroses) : Lawrence
- Terrence Howard (VF : Lucien Jean-Baptiste) : The Saint
- Rob Morgan (VF : Rody Benghezala) : Courtney

 Source et légende : version française (VF) sur RS Doublage